# Limnephilus hirsutus
Limnephilus hirsutus är en nattsländeart som först beskrevs av Francois Jules Pictet de la Rive 1834.  Limnephilus hirsutus ingår i släktet Limnephilus och familjen husmasknattsländor. Arten är reproducerande i Sverige. Inga underarter finns listade i Catalogue of Life.